# Marco Herszel
Marco Herszel (Schönebeck, 2 de junio de 1979) es un deportista alemán que compitió en piragüismo en la modalidad de aguas tranquilas.
Ganó 4 medallas en el Campeonato Mundial de Piragüismo entre los años 2001 y 2007, y 2 medallas de bronce en el Campeonato Europeo de Piragüismo, en los años 2001 y 2005.

## Palmarés internacional
| Campeonato Mundial | Campeonato Mundial           | Campeonato Mundial | Campeonato Mundial |
| Año                | Lugar                        | Medalla            | Competición        |
| ------------------ | ---------------------------- | ------------------ | ------------------ |
| 2001               | Poznań (Polonia)             | Medalla de bronce  | K2 1000 m          |
| 2003               | Gainesville (Estados Unidos) | Medalla de bronce  | K2 1000 m          |
| 2005               | Zagreb (Croacia)             | Medalla de plata   | K2 1000 m          |
| 2007               | Duisburgo (Alemania)         | Medalla de oro     | K4 1000 m          |
| Campeonato Europeo |                              |                    |                    |
| Año                | Lugar                        | Medalla            | Competición        |
| 2001               | Milán (Italia)               | Medalla de bronce  | K2 1000 m          |
| 2005               | Poznań (Polonia)             | Medalla de bronce  | K2 1000 m          |